# Neotchihatchewia isatidea
Neotchihatchewia es un género monotípico de plantas fanerógamas perteneciente a la familia Brassicaceae. Su única especie: Neotchihatchewia isatidea, es originaria de Turquía.

## Taxonomía
Neotchihatchewia isatidea fue descrita por (Boiss.) Rauschert  y publicado en Systematisches Verzeichnis der zum Herbar Koorders ... 31: 558. 1982.
Sinonimia
- Tchihatchewia isatidea Boiss. basónimo